# Elisa Moreu Carbonell
Elisa Moreu Carbonell (Osca, Aragó, 1971) és una jurista, administrativista i professora universitària aragonesa.
És catedràtica de Dret administratiu de la Universitat de Saragossa, sent la primera dona catedràtica en aquesta àrea de la història de la Universitat de Saragossa.
És professora titular de Dret administratiu a la Universitat de Saragossa des de l'any 2005. Va ser consellera del Consell Consultiu d'Aragó nomenada pel Govern d'Aragó (2017-2023).
Es va llicenciar en Dret en la Universitat de Saragossa en 1994. Posteriorment va obtenir el doctorat en Dret en 1999 en la Universitat de Saragossa, amb la tesi "Anàlisi jurídica del domini públic miner. Crisi del model i proposta de revisió", dirigida pel catedràtic José Bermejo Vera, i amb Rafael Entrena Cuesta i Eduardo García de Enterría al tribunal doctoral. Va ser premiada amb el Premi de Dret Públic "Gascó i Marín", atorgat per l'Acadèmia Aragonesa de Jurisprudència i Legislació, i amb el Premi Societat Hullera Basc Lleonesa 2000 a la millor tesi doctoral, convocat per la Reial Acadèmia de Doctors d'Espanya, per la seva tesi doctoral.
Des de l'any 2005 és professora titular de Dret Administratiu de la Universitat de Saragossa. És membre de l'Associació de Dones Investigadores i Tecnòlogues (AMIT) i integrant de la Xarxa Ciclojuristas.
L'any 2017 va ser nomenada Consellera del Consell Consultiu d'Aragó pel Govern d'Aragó.
L'any 2024 Moreu va ser nomenada catedràtica de dret administratiu, convertint-se en la primera dona catedràtica de dret administratiu de la història de la Universitat de Saragossa.